# Sonnys chans (soundtrack)
Sonny with a Chance är soundtracket för Disney Channel-serien med samma namn. Soundtracket släpptes den 5 oktober 2010 från Walt Disney Records. Det debuterade som #163 på Billboard 200.

## Bakgrund
Fyra av de totalt nio sångerna på soundtracket är framförda av seriens huvudrollsinnehavare, Demi Lovato. De andra skådespelarna i serien, Tiffany Thornton och Sterling Knight framför två sånger var. Musikgruppen Allstar Weekend dyker även upp på en sång i soundtracket. Signaturmelodin, "So Far, So Great", skrevs av Aris Archontis, Jeannie Lurie och Chen Neeman.
Musikvideon för "Work of Art" visades i Sonny with a Chance avsnittet "Halloween Special" den 17 oktober 2010 på Disney Channel.

## Promotion
"So Far, So Great" var den första sången som släpptes från soundtracket. Sången släpptes den 9 juni 2009 och är signaturmelodin för TV-serien. Den dök först upp på samlingsalbumet Disney Channel Playlist, och släpptes senare på Demi Lovatos album Here We Go Again som bonusspår
"Me, Myself and Time" släpptes som marknadsföringssingel från soundtracket den 3 augusti 2010. 

## Låtlista
Standard version
| Nr | Titel                | Kompositör                                                   | Artist           | Längd |
| -- | -------------------- | ------------------------------------------------------------ | ---------------- | ----- |
| 1. | Me, Myself and Time  | Antonina Armato, Tim James, Devrim Karaoglu                  | Demi Lovato      | 3:47  |
| 2. | Hanging              | Lauren Christy, Graham Edwards, Scott Spock, Sterling Knight | Sterling Knight  | 2:58  |
| 3. | Kiss Me              | Adrian Gurvitz, Tiffany Thorton                              | Tiffany Thornton | 3:34  |
| 4. | What to Do           | Jeannie Lurie, Aris Archontis, Chen Neeman                   | Demi Lovato      | 3:03  |
| 5. | How We Do This       | Lauren Christy, Graham Edwards, Scott Spock, Sterling Knight | Sterling Knight  | 2:52  |
| 6. | Work of Art          | Adam Anders, Nikki Hasman, Pam Sheyne                        | Demi Lovato      | 2:56  |
| 7. | Come Down with Love  | Zachary Porter, Nathan Darmody, Mike Daly                    | Allstar Weekend  | 3:05  |
| 8. | Sure Feels Like Love | Marshall Altman, Jeff Cohen, Tiffany Thornton                | Tiffany Thornton | 3:43  |
| 9. | So Far, So Great     | Jeannie Lurie, Aris Archontis, Chen Neeman                   | Demi Lovato      | 2:14  |

| 1. | Meet You Later | Andressa Andreatto | 2:59 |

| 1. | Time to Shine | Agnieszka Mrozińska | 2:29 |